# Пожарные Чикаго (11-й сезон)
Одиннадцатый сезон американского драматического телесериала «Пожарные Чикаго» премьера которого состоялась на канале NBC 21 сентября 2022 года, заключительная серия сезона вышла в эфир 24 мая 2023 года. Сезон состоит из двадцати двух серий.

## Сюжет
Сериал рассказывает о самой тяжёлой и опасной работе — пожарных, спасателей и парамедиков пожарной части № 51 в Чикаго. Несмотря на повседневные геройства мужчин и женщин, их огромная самоотдача приводит к личным потерям. Главный герой лейтенант Мэтью Кейси (Джесси Спенсер), прирождённый лидер и настоящий пожарный. Однако разрыв с любимой женщиной заставляет его взглянуть по-новому на многие вещи. Кроме этого, после гибели друга и коллеги Эндрю Дардена, Кейси постоянно находится в конфронтации с другим членом команды — спасателем, лейтенантом Келли Северайдом (Тейлор Кинни). Они обвиняют друг друга в смерти Дардена. Но впоследствии они смиряются с потерей друга и мирятся.

## В ролях

### Основной состав
- Тейлор Кинни - лейтенант Келли Северайд – бригада спасателей 3.
- Кара Киллмер - главный парамедик Сильви Бретт, скорая 61
- Дэвид Эйденберг - лейтенант Кристофер Херрманн – машина 51.
- Джо Миносо — пожарный / шофер Джо Круз - бригада спасателей 3.
- Кристиан Столт — пожарный Рэнди «Мауч» Макхолланд — машина 81.
- Миранда Рэй Мейо - лейтенант Стелла Кидд, машина 81.
- Имонн Уокер — заместитель шефа 4 округа Уоллес Боуден.
- Дэниэл Кайри - пожарный Даррен Риттер, машина 81.
- Альберто Розенде - пожарный Блейк Галло, машина 81.
- Ханако Гринсмит - парамедик Вайолет Миками, скорая 61.

## Эпизоды
| № общий | № в сезоне | Название                                                           | Режиссёр   | Автор сценария | Дата премьеры    | Произв. код | Зрители в США (млн) |
| ------- | ---------- | ------------------------------------------------------------------ | ---------- | -------------- | ---------------- | ----------- | ------------------- |
| 218     | 1          | «Держись крепче» «Hold on Tight»                                   | Неизвестно | Неизвестно     | 21 сентября 2022 | 1101        | 6.75                |
| 219     | 2          | «Каждый шрам рассказывает свою историю» «Every Scar Tells a Story» | Неизвестно | Неизвестно     | 28 сентября 2022 | 1102        | 6.76                |
| 220     | 3          | «Полностью уничтожен» «Completely Shattered»                       | Неизвестно | Неизвестно     | 5 октября 2022   | 1103        | 7.35                |
| 221     | 4          | «Центр вселенной» «The Center of the Universe»                     | Неизвестно | Неизвестно     | 12 октября 2022  | 1104        | 7.16                |
| 222     | 5          | «Дом с привидениями» «Haunted House»                               | Неизвестно | Неизвестно     | 19 октября 2022  | 1105        | 7.03                |
| 223     | 6          | «Всеобщая тайна» «All-Out Mystery»                                 | Неизвестно | Неизвестно     | 2 ноября 2022    | 1106        | 6.56                |
| 224     | 7          | «Злиться легче» «Angry Is Easier»                                  | Неизвестно | Неизвестно     | 9 ноября 2022    | 1107        | 6.19                |
| 225     | 8          | «Прекрасная жизнь» «A Beautiful Life»                              | Неизвестно | Неизвестно     | 16 ноября 2022   | 1108        | 6.90                |
| 226     | 9          | «Немезида» «Nemesis»                                               | Неизвестно | Неизвестно     | 7 декабря 2022   | 1109        | 6.85                |
| 227     | 10         | «Что-то от боли» «Something for the Pain»                          | Неизвестно | Неизвестно     | 4 января 2023    | 1110        | 7.06                |
| 228     | 11         | «Парень, которого я когда-то знал» «A Guy I Used to Know»          | Неизвестно | Неизвестно     | 11 января 2023   | 1111        | 6.84                |
| 229     | 12         | «Как это закончится?» «How Does It End?»                           | Неизвестно | Неизвестно     | 18 января 2023   | 1112        | 7.19                |

## Производство

### Разработка
27 февраля 2020 года телеканал NBC продлил телесериал на одиннадцатый сезон.

### Съемки
Съемочный процесс сезона стартовал во вторник 19 июля 2022 года на территории Чикаго.